# Hip-hop bulgare
Le hip-hop bulgare, ou rap bulgare, désigne le mouvement et la culture du hip-hop ayant émergé en Bulgarie.

## Histoire
La première vague du hip-hop en Bulgarie s'étend entre le milieu des années 1980 et des années 1990. Cette période est connue pour sa scène hip-hop underground et ses crews de breakdance inhabituels, ses graffeurs, qui ne compte pratiquement aucun DJ. À cette période, une poignée de rappeurs est active : en 1986, un rappeur de rue appelé Ivo-Trombona enregistre sa première chanson intitulée This is a Fake Love enregistré au Dilema Studio à Sofia. Ivo-Trombona (qui se rebaptise plus tard MC Guinness) est considéré par la presse locale comme le premier rappeur bulgare. En 1991, un groupe appelé Dobo Rap Plamen Sound enregistre un album live de hip-hop expérimental à Bourgas.
La seconde vague s'étend depuis 1999 et est mieux reconnue que la première vague grâce au buzz RnB et hip-hop. Le groupe Upsurt est reconnu dans le pays pour être passé du underground au grand public. Son premier album, Bozdugan, est publié en 1999.
En 2007, le rappeur Misho Shamara change de nom pour Big Sha, signe chez Universal Records et lance un nouveau label, Frontline Hustle, qui est signé chez Virginia Records/Universal Records. En 2008, Big Sha publie son cinquième album - Hliab & Amfeti, qui fait participer Drag-On et Crucial Conflict, ses compagnons de Frontline Hustle. L'album remporte le succès en Bulgarie. Après 2010, la scène bulgare voit débarquer un flot de nouveaux artistes - F.O., Keranov, Qvkata DLG, Dim4ou, et Jluch.

## Festivals
Le festival Egasi Festa à Burgas en mai 2023 a réuni plusieurs artistes hip hop,.